# Sulvik
Sulvik är en tätort i Arvika kommun, belägen i Älgå socken cirka 1 mil utanför Arvika. 
I samhället finns tre affärer: en bensinmack, Smolmans Blommor, en skönhetssalong samt en livsmedelsbutik och en skola med cirka 100 elever i klasserna 0-6. 
I Sulvik som ligger vid Glafsfjorden finns Sveriges innersta hamn som har förbindelse med havet. Hamnen förbands tidigare med sjön Ränken via en hästdriven järnväg för transport av järn från bruken högre upp i sjösystemen. Denna järnväg är avbildad på den tidigare Älgå landskommuns vapen.
I Sulvik förvarade Karl XII 48 000 liter sprit inför kriget mot Norge. Där fanns även ett bageri som försåg trupperna med bröd. Detta transporterades till Holmedal och Eda skans.

## Befolkningsutveckling
| Befolkningsutvecklingen i Sulvik 1970–2020 | Befolkningsutvecklingen i Sulvik 1970–2020 | Befolkningsutvecklingen i Sulvik 1970–2020 | Befolkningsutvecklingen i Sulvik 1970–2020 | Befolkningsutvecklingen i Sulvik 1970–2020 |
| ------------------------------------------ | ------------------------------------------ | ------------------------------------------ | ------------------------------------------ | ------------------------------------------ |
|                                            |                                            |                                            |                                            |                                            |
| År                                         |                                            |                                            | Folkmängd                                  | Areal (ha)                                 |
| 1970                                       | 1970                                       |                                            | 253                                        |                                            |
| 1975                                       | 1975                                       |                                            | 277                                        |                                            |
| 1980                                       | 1980                                       |                                            | 289                                        |                                            |
| 1990                                       | 1990                                       |                                            | 302                                        | 79                                         |
| 1995                                       | 1995                                       |                                            | 306                                        | 79                                         |
| 2000                                       | 2000                                       |                                            | 304                                        | 81                                         |
| 2005                                       | 2005                                       |                                            | 310                                        | 81                                         |
| 2010                                       | 2010                                       |                                            | 312                                        | 80                                         |
| 2015                                       | 2015                                       |                                            | 375                                        | 125                                        |
| 2020                                       | 2020                                       |                                            | 376                                        | 125                                        |
| Anm.: Ny tätort 1970                       |                                            |                                            |                                            |                                            |